# 晋州市 (河北省)
晋州市是中华人民共和国河北省的一个县级市，由石家庄市代管。位于石家庄市区以东五十公里。
晋州距天津港口300公里，距黄骅港240公里，距首都北京300公里。石家庄—黄骅高速公路、307国道和石德铁路横穿市域。2004年，全市完成地区生产总值76.29亿元。市人民政府駐市府街60号。

## 历史沿革
县境为春秋时期鼓国之地。秦朝时属巨鹿郡；西汉设下曲阳县，属巨鹿郡；东汉、曹魏皆因之；西晋改属赵郡；北魏更名为曲阳县；北齐废入藁城县。隋朝开皇十六年（596年）重置昔阳县，开皇十八年（598年）改为鼓城县，属常山郡；唐因之；宋金皆属祁州；元太祖十八年设晋州，鼓城县为附郭县，辖饶阳县、安平县、武城县，属真定路；明废鼓城县入晋州，民国三年（1914年）改晋州为晋县。1991年升为晋州市。

## 行政区划
晋州市下辖9个镇、1个乡：
晋州镇、总十庄镇、营里镇、桃园镇、东卓宿镇、马于镇、小樵镇、槐树镇、东里庄镇和周家庄乡。

## 人口
根据第七次人口普查数据，截至2020年11月1日零时，晋州常住人口为507959人。

## 交通
- 铁路：石德铁路（石家庄－德州）晋州站
- 公路： 黄石高速、 307国道、 515国道、 039省道、 392省道

## 特产
因盛产鸭梨被国家命名为“中国鸭梨之乡”。